# Ginástica artística nos Jogos Olímpicos de Verão da Juventude de 2010 - Solo feminino
A final do solo feminino da ginástica artística nos Jogos Olímpicos de Verão da Juventude de 2010 foi disputada no dia 22 de agosto no Bishan Sports Hall, em Singapura.

## Medalhistas
| Ouro   | CHN Tan Sixin       |
| Prata  | ROU Diana Bulimar   |
| Bronze | RUS Viktoria Komova |

## Resultados

### Qualificatória
A etapa qualificatória para este e para os demais aparelhos, bem como para o individual geral, foi disputada no dia 17 de agosto. 42 ginastas competiram e as oito melhores se classificaram para a final.

### Final
| Pos.              | Ginasta                    | Dificuldade | Execução | Penalidades | Total  |
| ----------------- | -------------------------- | ----------- | -------- | ----------- | ------ |
| Medalha de ouro   | CHN Tan Sixin              | 5.500       | 9.025    | —           | 14.525 |
| Medalha de prata  | ROU Diana Bulimar          | 5.500       | 8.825    | —           | 14.325 |
| Medalha de bronze | RUS Viktoria Komova        | 5.700       | 8.475    | —           | 14.175 |
| 4                 | GUA Ana Sofia Gomez Porras | 5.300       | 8.400    | —           | 13.700 |
| 5                 | GBR Jessica Hogg           | 5.000       | 8.600    | —           | 13.600 |
| 6                 | NED Tess Moonen            | 5.200       | 8.375    | —           | 13.575 |
| 7                 | SWE Jonna Adlerteg         | 4.900       | 8.375    | —           | 13.275 |
| 8                 | ITA Carlotta Ferlito       | 5.100       | 8.100    | 0.300       | 12.900 |